# جثين جونز
جثين جونز (بالإنجليزية: Gethin Jones)‏ هو لاعب كرة قدم أسترالي وبريطاني في مركز الدفاع، ولد في 13 أكتوبر 1995 في برث في أستراليا. شارك مع منتخب ويلز تحت 17 سنة لكرة القدم ومنتخب ويلز تحت 19 سنة لكرة القدم ومنتخب ويلز تحت 21 سنة لكرة القدم. أما مع النوادي، فقد لعب مع نادي إيفرتون ونادي بليموث أرجايل.

## وصلات خارجية
- جثين جونز على موقع الاتحاد الأوربي (الإنجليزية)
- جثين جونز على موقع قاعدة بيانات كرة القدم.إي يو (الإنجليزية)
- جثين جونز على موقع ناشيونال فوتبول تيمز (الإنجليزية)
- جثين جونز على موقع Soccerbase.com (لاعب) (الإنجليزية)
- جثين جونز على موقع Soccerway.com (الإنجليزية)
- جثين جونز على موقع عالم كرة القدم.نت (الإنجليزية)
- جثين جونز على موقع AS.com (الإسبانية)